# Havildar
Havildar (hindsky हविलदार, urdsky حوِلدار) je vojenská hodnost, používaná v minulosti i současnosti na Indickém subkontinentu. Byla používaná v Maráthské říši, kde označovala správce pevnosti, a v britské Indické armádě, kde byla srovnatelná s hodností četaře. V současnosti se používá v Indické armádě a Pákistánské armádě.